# Lijst van scriptieprijzen
In België en Nederland bestaan diverse scriptieprijzen, die de schrijver van de beste scriptie of thesis op een bepaald gebied belonen met bijvoorbeeld een geldbedrag, publicatie of stageplaats. Scriptieprijzen worden meestal uitgereikt om onderzoek naar een bepaald onderwerp te stimuleren waarbij een aantrekkelijke beloning studenten overhaalt om zich te verdiepen in een onderwerp dat interessant is voor de organisatoren van de scriptieprijs.

## België

### Vlaamse Scriptieprijs
Deze prijs wordt uitgereikt door SciMingo vzw, een spin-off van het Fonds Pascal Decroos voor Bijzondere Journalistiek, aan afstudeerscripties van een Vlaamse hogeschool of universiteit. Inzendingen maken kans op 2500 euro en worden beoordeeld op nieuwswaarde, journalistieke bruikbaarheid en wetenschappelijke kwaliteit.
Winnaars waren Lars Bové, Delphine Hajaji en Joris Van Campenhout (2002); Koen De Vlieger-De Wilde (2003); Frederik Backelandt (2004); Mélanie Surmont (2005); Jan Boesman (2006); Evelien Jonckheere (2007); Korneel De Rynck en Ward Jonckheere (2008); Hannes Pieters (2009); Marina Verhoeven (2010); Giselle Nath (2011); Lynn Verrydt (2012); Paulien Smets (2013); Alexandra Vanvooren (2014); Jan Fockedey (2015 ook winnaar AGORIA-prijs); Kristof Jakiela (2016); Niels Verborgh (2017). Anneleen Coppieters (2018); Jarne Pollie (2019); Sebastian Baes en Jan Denayer (2020); Kamiel Debeuckelaere (2021); Hellen Tielemans (2022);
In samenwerking met partnerorganisaties reikt SciMingo ook vijf deelprijzen uit waarbij winnaars redactionele aandacht kunnen krijgen van mediapartners.

#### Bachelorprijs
Deze prijs (1500 euro) beoordeelt praktijkgerichte professionele bachelorproeven op innovatie en inzetbaarheid in het werkveld. De jury bestaat uit vertegenwoordigers van de Vlaamse hogescholen en experten uit diverse sectoren (onderwijs, gezondheidszorg, bedrijfsleven, ...).

#### Eosprijs
De redactie van het magazine Eos Wetenschap bekroont de beste eindverhandeling uit de zogenoemde exacte wetenschappen (zoals geologie, biologie, natuurkunde, scheikunde, astronomie, technische wetenschappen of wiskunde) of bèta-wetenschappen.
Winnaars waren Maarten Breckpot (2009, tevens ook winnaar AGORIA-prijs), Sofie Thijs (2010), Mieke Van Bockstal (2011), Frederik Soetaert (2012), Caroline Eykens (2013), Robin Verschueren (2014), Thijs Van de Vyver (2015), Vincent Stevens (2016).

#### Klasseprijs
Deze prijs (1500 euro) voor pedagogische, agogische of didactische onderwijsscripties wordt uitgereikt door het tijdschrift Klasse.
Winnaars waren Stijn Seys (2003), Leen Mast (2004), An Bogaerts (2005), Bram Spruyt (2006), Ihsane Chioua Lekhli (2007), Annelies Raes (2008), Annick de Vylder (2009), Koen De Couck (2010), Roos Van Gasse & Christel Van Cauteren (2011), Gwen Muylaert (2012), Sander Verwerft (2013), Jolien De Cuyper (2014), Lauranne Harnie (2015), Thibaut Duthois, Robbe Pessemier & Nikolaas Mergan (2019).

#### mtech+prijs
Bekroning (1500 euro) voor creatief-technologische scripties, sinds 2021 uitgereikt door mtech+, de koepel van loopbaanfonds voor de metaal- en technologische industrie. Daarvoor stond de prijs bekend als de Agoriaprijs, die sectorfederatie Agoria tussen 2008 en 2020 uitreikte als de Vlaamse Scriptieprijs voor Technologie en Innovatie.
Winnaars waren Brecht Van Hooreweder (2008), Maarten Breckpot (2009, tevens ook winnaar EOS-prijs), Nick Van den Broeck (2010), Frederik Leys (2011), Jonas Joos (2012), Ken Vanherpen (2013), Jasper Van Hoorick (2014), Jan Fockedey (2015, tevens ook winnaar van de Vlaamse scriptieprijs)

#### NBN Sustainability Award
Prijs (1500 euro) van het Bureau voor Normalisatie voor scripties over duurzaamheid op vlak van technologie, economie, bedrijfskunde, sociale wetenschappen of rechten.

### Advocaat.be-Scriptieprijs
Prijs van 2500 euro voor masterproeven (juridisch of niet-juridisch) over de advocatuur of over de toegang tot de rechter (de rol en positie van de advocaat in onze samenleving, rechtsbescherming van de burger en de toegang tot het recht, de organisatie van de balie en de deontologie van advocaten, juridische bijstand en de opleiding van advocaten, de kwaliteit en efficiëntie van de rechtsbedeling of wetgeving die een impact heeft op het beroep van advocaat).
Winnaars waren Laura Van Iersel (2020), Chiara Kerckhof (2022), Florian Pollefeyt (2023), Benoît Van Cauwenberghe (2024)

### Belgisch Financieel Forum Beste masterproef
Prijs van 2000 euro voor eindverhandelingen over een financieel, economisch, monetair of bancair onderwerp, al dan niet met juridische insteek.

### CM Award
Prijzen tot 2000 euro van de Christelijke Mutualiteit voor eindwerken die relevant zijn voor de Belgische gezondheidszorg (mentale gezondheid, gezondheid en klimaat of betaalbaarheid van de zorg).

### Future Proef Award
Prijzen tot 3000 euro voor master-, bachelor- en graduaatsstudenten die met hun eindproef relevante duurzaamheidsuitdagingen in de samenleving aanpakken met steun van het Duurzaam Educatiepunt (Vlaamse overheid, Departement Omgeving), de Vlaamse hogeronderwijsinstellingen en de Stichting voor Toekomstige Generaties.

### Kortom Scriptieprijs
Kortom vzw beloont communicatiestudenten met een eindwerk dat relevant is voor de overheids- of socialprofitsector. De organisatie reikte deze prijs voor het eerst uit op 20 april 2022  om het belang van communicatie-onderzoek te onderstrepen.
Winnaars waren Kim Claessens KU Leuven (2022), Luna Rosseel Howest (2023).

### KVIV-Ingenieursprijzen
Prijzen van 2000 euro voor eindwerken van pas afgestudeerde burgerlijke en bio-ingenieurs, uitgereikt door de Koninklijke Vlaamse Ingenieursvereniging.

### Lokale besturen en maatschappelijke dienstverlening
Bekroning voor een bachelorproef of masterthesis over maatschappelijke dienstverlening bij OCMW’s, steden of gemeenten met steun van de Vereniging van Vlaamse Steden en Gemeenten en de Koning Boudewijnstichting.

### Prijs Piet Cleemput
Jaarlijkse afstudeerprijs voor een student sociaal werk (2500 euro, afwisselend bachelor en master, met 2500 euro extra voor het onderzochte project), sinds 2007 uitgereikt door het Fonds Piet Cleemput dat de maatschappelijke positie van kansarme burgers wil versterken door de fundamentele oorzaken van armoede en sociale uitsluiting aan te pakken.

### UNIZO Award
Bekroning van 1500 euro voor een bachelor- en masterscriptie over ondernemerschap. UNIZO zoekt en verspreidt hiermee inzichten en conclusies die relevant zijn voor Belgische beleidsmakers, ondernemersorganisaties, kmo's of andere stakeholders.

### VI.BE-scriptieprijs
VI.BE bekroont elk jaar een bachelor of masterscriptie over muziek of de muziekindustrie. Voor 2020 bekend als de Popthesisprijs die Poppunt sinds 2005 jaarlijks tijdens een studiedag uitreikte aan de beste universiteitsthesis over popmuziek of het brede muzieklandschap. Sinds 2010 was er ook een aparte prijs voor de hogeschoolstudent met het beste eindwerk. De prijs wil om onderzoek naar popmuziek stimuleren en ontsluiten naar muzikanten, de muzieksector, overheden en onderzoekers.

### VRP-afstudeerprijs
Sinds 2010 bekroont de Vlaamse Vereniging voor Ruimte en Planning jaarlijks een innovatief en creatief eindwerk of thesis met een ruimtelijk of stedenbouwkundig onderwerp.

## België enNederland

### CollectieveKracht Masterscriptieprijs
De prijs bekroont masterscripties over burgercollectieven, commons, collectieve actie of aanverwante onderwerpen. De drie beste inzendingen ontvangen een geldprijs tot 1000 euro en professionele ondersteuning bij de valorisatie van hun werk.

### Dr. Albert van der Zeijdenscriptieprijs
Bekroning voor eindwerken over gemeenschappen en personen die immaterieel erfgoed levend houden. De prijs wordt uitgereikt door Kenniscentrum Immaterieel Erfgoed Nederland en de Universiteit Utrecht en werd in 2022 ingesteld ter ere van historicus Albert van der Zeijden.

### EAC Thesis Award
Het Expatriate Archive Centre in Den Haag stimuleert wetenschappelijk onderzoek naar expatriates en bekroont jaarlijks een Engelstalige masterscriptie. De prijs staat open voor studenten van over de hele wereld en de winnaar krijgt naast 500 euro ook een samenvatting op de website van het EAC en op die van de partnerorganisaties.

### Johanna Naberprijs
De Johanna Naberprijs bekroont jaarlijks een Nederlandstalige afstudeerscriptie op het gebied van vrouwen- of genderstudies. De prijs wordt uitgereikt door Atria, kennisinstituut voor emancipatie en vrouwengeschiedenis en VVG platform voor vrouwen- en gendergeschiedenis.

### Ornithologieprijs Wim Dings 'De Wielewaal'
Prijs van 2500 euro voor een masterthesis, doctoraat of gepubliceerd onderzoeksartikel van ten minste 3000 woorden over ornithologie. Deze bekroning wordt sinds 2015 tweejaarlijks uitgereikt ter nagedachtenis van Wim Dings (1927-2012) door de Universiteit Antwerpen.

### Scriptieprijs Online Hulp
Tussen 2004 en 2013 bekroonde Stichting e-hulp.nl jaarlijks scripties rond online hulpverlening.

### Tiele-scriptieprijs
Prijs van 1000 euro voor een Nederlandse of Vlaamse scriptie op het gebied van de boekwetenschap in de ruimste zin des woords, sinds 2007 jaarlijks uitgereikt door de Dr. P.A. Tiele-Stichting.

### Taalunie Scriptieprijs
Prijs van 1500 euro voor een Nederlandse of Vlaamse scriptie over een taalkundig of letterkundig onderwerp, van 2002 tot 2011 uitgereikt door de Nederlandse Taalunie.

### Scriptieprijs Leesbevordering
Prijs van 1000 euro voor eindwerk rond leesbevordering, tweejaarlijks uitgereikt door de Stichting Lezen (Nederland) en Iedereen Leest (Vlaanderen).

### Six-penning
Jaarlijkse stimuleringsprijs (zilveren erepenning en 1000 euro) voor onderzoek rond architectuurgeschiedenis, monumentenzorg, middeleeuwse archeologie, stedenbouwgeschiedenis, historisch landschap en (restauratie-)plannen voor transformatie van een monumentaal gebouw of omgeving. Deze prijs wordt sinds 2010 uitgereikt door de Koninklijke Nederlandse Oudheidkundige Bond.

### Wouter Achterberg Scriptieprijs
Van 2013 tot 2019 tweejaarlijkse prijzen tot 1000 euro voor masterscripties over milieufilosofie ter nagedachtenis van Wouter Achterberg.

## Nederland

### Algemene Rekenkamerscriptieprijs
De Algemene Rekenkamer reikt jaarlijks een scriptieprijs uit om onderzoek te stimuleren naar onderwerpen die voor de Algemene Rekenkamer relevant zijn. De hoofdprijs bedraagt 2000 euro. Er is ook een tweede prijs, ter waarde van 1000 euro. De derde prijs is 500 euro. De eersteprijswinnaar verzorgt een inhoudelijke bijdrage over het afstudeeronderzoek bij de Algemene Rekenkamer. Zowel master- als postmasterscripties (bijvoorbeeld RO-opleidingen)  kunnen meedoen.

### Africa Thesis Award
Deze prijs wordt jaarlijks uitgereikt door het Afrika-Studiecentrum (ASC) en Radio Nederland Wereldomroep (RNW) aan een Nederlandse of Afrikaanse student met de beste scriptie over een Afrika-gerelateerd onderwerp. De prijs bestaat uit 1000 euro en een publicatie in de ASC African Studies Collection. Daarnaast interviewt RNW enkele deelnemers voor hun website.

### Blenheim Scriptieprijs
Jaarlijkse bekroning (500 euro) van Blenheim Advocaten voor de beste masterscriptie over het vennootschapsrecht waarbij de winnende scriptie als boek wordt uitgegeven door Celsus juridische uitgeverij.

### BUREN Scriptieprijs voor Insolventierecht
BUREN looft jaarlijks in samenwerking met Celsus Juridische Uitgeverij de BUREN Scriptieprijs voor Insolventierecht uit voor de beste scriptie op het gebied van insolventierecht. De winnende scriptie wordt beloond met een geldprijs van 1000 euro.

### De Anton Došen Scriptieprijs
Deze prijs werd tussen 2012-2019 vijf keer uitgereikt aan een scriptie over mensen met een verstandelijke beperking met gedragsproblemen en/of psychopathologie. De scriptieprijs was ingesteld door de Stichting Vrienden van Nieuw Spraeland in samenwerking met Tranzo van Tilburg University en STEVIG, onderdeel van Dichterbij.

### De Scriptieprijs
Deze prijs met een geldprijs van 3000 euro werd uitgereikt door Studenten.net en Scriptiewinkel.nl voor scripties van alle studenten aan een Nederlandse hogeschool of universiteit.

### ERP Scriptieprijs
SAPIENS looft 2000 euro uit voor de winnende scriptie, 1000 euro voor de tweede plaats en 500 euro voor de derde plaats. De scriptiewedstrijd SAPIENS wordt georganiseerd door HEO Kennisnetwerk, SAP-University Competence Center (SAP-UCC), 2B Interactive en SAP AG.

### Hollandse Maatschappij Prijzen voor jong talent
Drie prijzen van elk 5000 euro voor scripties over Informatica & Informatiekunde, Werktuigbouwkunde && Materiaalkunde en Life Science, uitgereikt door de Koninklijke Hollandsche Maatschappij der Wetenschappen.

### Hoogheemraadschap van Delfland Scriptieprijs
Om de ontwikkeling en verspreiding van kennis over water te stimuleren, heeft het Hoogheemraadschap van Delfland een scriptieprijs in het leven geroepen voor studenten van universiteiten. De prijs van 2000 euro is te winnen voor studenten die afstuderen op een wateronderwerp.

### Internet Scriptieprijs
Prijs van 1500 euro, een stage en publicatie, uitgereikt door XS4ALL en Brinkhof voor een juridische masterscriptie over internet en recht.

### Johan de Witt-scriptieprijs
De Johan de Witt-scriptieprijs wordt sinds 2014 jaarlijks uitgereikt aan een geschiedkundige scriptie over de Republiek der Zeven Verenigde Nederlanden in de periode 1625-1688. 

### Leo Polak Scriptieprijs
Tussen 2004 en 2015 werd de Leo Polak Scriptieprijs uitgereikt door de Universiteit voor Humanistiek voor scripties over persoonlijke zingeving en/of humanisering van de samenleving.

### NBN Rabobank Scriptieprijs
Prijs van 1000 euro uitgereikt door Netwerk Bedrijfsethiek Nederland en de Rabobank voor scripties over bedrijfsethiek, integriteit en/of maatschappelijke verantwoordelijkheid.

### Nationale Scriptieprijs
Prijs van 3500 euro, uitgereikt door de Universiteit van Amsterdam en Het Parool, voor een scriptie die de beste wetenschappelijke kwaliteit koppelt aan journalistieke bruikbaarheid.

### Nederlandse Gasindustrie Prijs
Prijs van 6000 euro, uitgereikt door de Koninklijke Vereniging van Gasfabrikanten in Nederland. Wordt uitgeloofd voor afstudeerscripties die opmerkelijk, bijzonder en innovatief zijn voor de gasindustrie.

### Professor Henk Meij Scriptieprijs
Eerste prijs 2500 euro, tweede prijs: 500 euro. Jaarlijkse scriptieprijs voor alle studenten van de postdocatorale opleiding tot registercontroller aan de Vrije Universiteit Amsterdam.

### Scriptieprijs Nederlandse Vereniging voor Energierecht
Ter bevordering van de interesse in en de verspreiding van de kennis van het energierecht in de breedste zin rijkt het bestuur van de Nederlandse Vereniging voor Energierecht een prijs uit van 1000 euro. In aanmerking komen eindscripties geschreven aan een Nederlandse universiteit over (een onderdeel van) het energierecht, beoordeeld met een cijfer 7,5 of hoger.

### Scriptieprijs Visies op Vrede
Prijs van 1500 euro, zowel als een publicatie in het vakblad Vrede en Veiligheid.
De scriptieprijs is een gezamenlijk initiatief van de Nederlandse vredesorganisatie IKV Pax Christi en Stichting VredesWetenschappen. De organisaties willen met deze prijs het wetenschappelijk onderzoek op het terrein van vrede en veiligheid bevorderen. De geldprijs wordt mogelijk gemaakt door de ASN Bank.

### SER Scriptieprijs
Een prijs van 2000 euro voor de beste masterscriptie over een sociaal-economisch onderwerp of over een van de andere werkterreinen van de van de Sociaal-Economische Raad (SER).

### Scriptieprijs Academie voor Wetgeving
Prijs van 2000 euro, uitgereikt door de Academie voor Wetgeving, voor afstudeerscripties over een voor wetgeving relevant onderwerp.

### Scriptieprijs Forensische Psychologie
Prijs van 250 euro, te besteden aan een congres of cursus, voor scripties over forensische psychologie. De prijs bestaat sinds 2019 en wordt uitgereikt door de Sectie Forensische Psychologie, een sectie van het Nederlands Instituut van Psychologen.

### Scriptieprijs Innovaties in de Zorg
Prijs van 2500 euro en publicatie van de scriptie, van FWG voor scripties die een bijdrage aan de Nederlandse zorgsector leveren.

### ScriptiePrijs Wijn
Prijs van 1500 euro uitgereikt door het Productschap Wijn voor een scriptie over wijn.

### Scriptieprijzen Frans
Prijs van respectievelijk 100 euro (bachelorscriptie) en 150 euro (masterscriptie) voor de beste afstudeerwerken over Franse taal, geschiedenis en cultuur of andere onderwerpen die duidelijk verband houden met de Franstalige wereld. Wordt jaarlijks toegekend door Platform Frans.

### StudentenSTAALprijs
Prijs van 750 euro uitrereikt door de vereniging Bouwen met Staal, voor scripties van studenten Bouwkunde en Civiele Techniek aan Hogescholen, Technische Universiteiten, Academies van Bouwkunst en de opleiding Staalconstructeur BmS.

### Theodore Roosevelt American History Award
De Theodore Roosevelt American History Award (TRAHA) is een jaarlijkse prijs voor de beste masterscriptie over de geschiedenis van de Verenigde Staten geschreven door een student aan een van de Nederlandse universiteiten. De winnaar krijgt een buste van Theodore Roosevelt en een reis naar North Dakota, waar de Theodore Roosevelt Medora Foundation en de Theodore Roosevelt Center zijn gevestigd (Dickinson State University). Elsevier Weekblad publiceert (de samenvatting van) de scriptie en biedt de winnaar tevens een abonnement voor een jaar aan.

### Tsuru Corporate Wellness Onderzoeksprijs
Tsuru reikt drie geldprijzen (1000, 500 en 250 euro) uit aan studenten en promovendi die onderzoek hebben gedaan naar de effecten van corporate wellness.

### UvA-scriptieprijs
Prijs van 3000 euro, uitgereikt door de Universiteit van Amsterdam voor scripties van UvA-studenten.